# بطولة أوروبا لكرة الماء 1954
بطولة أوروبا لكرة الماء 1954 كان الموسم الثامن من بطولة أوروبا لكرة الماء، وجرت المنافسات في تورينو إيطاليا، ونظمت من قبل الاتحاد الأوروبي للسباحة.

## النتائج
| م       | المنتخب          |
| ------- | ---------------- |
| ذهبية   | المجر            |
| فضية    | يوغوسلافيا       |
| برونزية | إيطاليا          |
| 4       | هولندا           |
| 5       | الاتحاد السوفيتي |
| 6       | ألمانيا          |
| 7       | إسبانيا          |
| 8       | المملكة المتحدة  |
| 9       | فرنسا            |
| 10      | رومانيا          |